# 無盡的夜
《無盡的夜》（英語：Endless Night）是阿嘉莎·克莉絲蒂所寫的犯罪小說，1967年出版。為克莉絲蒂最為成功的作品之一。

## 情节
迈克（故事里的“我”）出身贫寒却很有野心，他想要有很大的房子、娶美丽的姑娘，过上上流社会的生活。他看上了一块叫做“吉普赛庄”的土地，想买它，并在那附近，遇上了美国富家女芬妮娜·古特曼（艾丽）。艾丽立刻坠入爱河，并帮迈克买下了那块地。可是黎婆婆——一个年老的吉普赛女人却说这里受到了诅咒，艾丽若不离开就要遭到厄运。
迈克如愿和艾丽结了婚，并让老友桑托尼克斯为他们打造了豪宅。艾丽十分依赖日耳曼姑娘格丽塔，要她同住并打理一切事情。但迈克却一直表达着对格丽塔的排斥。艾丽的监护人利平科特赶来英国，不用说，艾丽周围那些人都很不看好这门婚事。利平科特老谋深算，要迈克提防格丽塔，并介绍了继母寇拉、弗兰克叔叔以及财产方面的事宜。艾丽私自见了迈克的母亲，迈克对此大为光火。
夫妇二人过了一段平静的生活，并结识了地主费尔伯特上校。一天，迈克和费尔伯特在展销会过后用午餐，得知艾丽出去骑马后失去音讯。后来森林中发现了艾丽的尸体，验尸未发现异常。艾丽死前曾遭黎婆婆威胁，后者不久也蹊跷死亡。料理完后事，迈克回到了自己的大宅。这时作者终于揭开真相，原来格丽塔与迈克早就相识，一起谋划了这一切，艾丽吃的胶囊中被下了毒。带着一种病态的快感，迈克掐死了格丽塔。
最终，迈克自己写下了这一切。童年时他就因贪财杀过人并伪装成意外。母亲、桑托尼克斯和费尔伯特都劝诫过他，艾丽虽然明知他不爱她还是想感化他，但所有这一切都无法阻止他陷入漫漫长夜。

## 創作
克莉絲蒂在1966年陪丈夫馬克斯·馬洛溫到美國時開始創作這部小說，通常她要花三到四個月完成一本小說，但《無盡的夜》她只花了六週時間就寫完。在接受《泰晤士報》採訪時，克莉絲蒂表示：「這部小說和我以前寫過的作品差異很大，比較嚴肅，其實是一部悲劇。」
克莉絲蒂在《無盡的夜》的獻詞說：「獻給諾拉·培察，她是第一個告訴我吉卜賽莊園傳說的人。」諾拉·培察是克莉絲蒂外孫馬修·培察的祖母。
小說的標題來自於威廉·布萊克詩作《純真的卜卦》。

## 評價
《無盡的夜》出版後，贏得不少正面評價。《週日泰晤士報》稱該作為「克莉絲蒂女士寫得最好的其中一部作品」:435。
約翰·柯倫在《阿嘉莎·克莉絲蒂的秘密筆記》中指出：《無盡的夜》中混合了克莉絲蒂早期四部小說中的情节构思，四部小說分別為《羅傑·艾克洛命案》、《尼羅河謀殺案》、《守門婦之謎》和《史岱爾莊謀殺案》。